# Cybocephalus endroudyi
Cybocephalus endroudyi is een keversoort uit de familie Cybocephalidae. De wetenschappelijke naam van de soort is voor het eerst geldig gepubliceerd in 1995 door Tian.